# Военно-исторический журнал
«Вое́нно-истори́ческий журна́л» (ВИЖ) — советское и российское ежемесячное научно-популярное издание (журнал) Министерства обороны Российской Федерации (Минобороны России) (ранее МО СССР), созданное в Москве 5 мая 1939 года (на основании решения ЦК ВКП(б) от 29 апреля 1939 года приказом народного комиссара обороны СССР № 85 от 5 мая 1939 года).
Тираж журнала составляет 4 200 экземпляров (по состоянию на 30 августа 2012 года).

## История
Первый номер «Военно-исторического журнала» (ВИЖ) вышел в свет 29 августа 1939 года.
В 1939—1940 годах журнал издавался как орган Народного комиссариата обороны СССР, в период с января по июль 1941 года как орган Генштаба РККА. С началом Великой Отечественной войны издание было прекращено и возобновлено в 1959 году.
Объём — 96 страниц и 8 цветных полос.
Решением Президиума Высшей аттестационной комиссии (ВАК) Министерства образования и науки России журнал был включён в Перечень ведущих рецензируемых научных изданий, публикации в которых учитываются при защите диссертаций на соискание учёной степени доктора наук и кандидата наук.
В советский период ВИЖ публиковал статьи, документы и материалы преимущественно по новейшей истории, начиная с Гражданской войны, мемуары и воспоминания деятелей Гражданской и Великой Отечественной войн, рецензии и научную информацию. В настоящее время в журнале освещаются актуальные проблемы отечественной и зарубежной военной истории, военная политика Российского государства на всех этапах его становления и развития, история военной науки и техники, деятельность выдающихся русских и советских военачальников.

### Главные редакторы
- Маршал Советского Союза Б. М. Шапошников (1939—1940)[3]
- генерал-майор, д.воен.н. Н. А. Таленский (1940—1941)
- генерал-лейтенант, д.и.н. Н. Г. Павленко (1959—1967)
- генерал-лейтенант, д.и.н. В. А. Мацуленко (1967—1982)
- генерал-лейтенант, к.воен.н. А. И. Евсеев (1982—1986)
- генерал-майор, д.и.н. А. Г. Хорьков (1986—1988)
- генерал-майор В. И. Филатов (1988—1991)
- полковник, к.филос.н. В. С. Ещенко (1991—1993)
- полковник, к.воен.н. В. М. Минаев (1994—1999)
- капитан I ранга, к.и.н. И. А. Анфертьев (1999—2007)
- полковник И. М. Чачух (март 2008 — н. в.)

## Редакционная коллегия
В состав редколлегии входят: Н. М. Баринова; полковник, к.и.н. И. И. Басик; полковник; д.м.н. А. А. Будко; д.и.н. Е. Ю. Гуськова; ген.-лейтенант, д.и.н. А. А. Зданович; ген.-майор, к.и.н. А. В. Кирилин; полковник, д.и.н. В. М. Крылов; В. Н. Кузеленков; ген. армии, д.в.н., к.и.н. В. Н. Лобов; член-корр. РАН С. В. Мироненко; полковник, к.и.н. Н. И. Никифоров; полковник, к.и.н. А. К. Никонов; полковник Э. А. Падерин; к.и.н. И. А. Пермяков; д.и.н. Ю. А. Петров; ген.-лейтенант, член-корр. РАН В. С. Христофоров; акад. А. О. Чубарьян, В. Е. Чуров.